# Латиноамериканский постоксидентализм
Латиноамериканский постоксидентализм — одно из направлений постколониализма, занимающееся исследованиями культурного наследия колониализма стран Запада в Латинской Америке. В узком смысле — интенция ученых латиноамериканского происхождения проанализировать социокультурные особенности региона путем отказа от устоявшейся в западной научной литературе терминологии.
Постоксидентализм состоит из множества теорий смежных дисциплин: философии, социологии, лингвистики, политологии, литературы, антропологии и др.

## Происхождение термина
Термин «постоксидентализм» вошел в научный дискурс во второй половине 1990-х годов.
Постоксидентализм сформировался под влиянием идей известных представителей постколониальной теории, включая Эдварда Саида, Хоми Бхабха и Гаятри Спивака.
Латиноамериканский постоксидентализм как научная дисциплина возник благодаря усилиям «Латиноамериканской Группы субальтерных исследований» («Grupo Latinoamericano de Estudios Subalternos») — объединения ученых Нового Света, специализирующихся на анализе постколониальных теорий. Видными представителями этой группы стали профессора Университета Дьюка Вальтер Миньоло и Альберто Морейрас, философ Роберто Фернандес Ретамар, антрополог из Мичиганского университета Фернандо Корониль и др.
Важным шагом на пути к становлению этой дисциплины в научной среде стало изучение теорий зависимости и внутреннего колониализма.
Это понятие расширило концепт «оксидентализма», который традиционно рассматривался как доктрина, основанная на выделении Запада как особого культурного, идеологического, исторического и социополитического феномена и ориентира в реализации культурной или политической деятельности. Постоксидентализм, в свою очередь, де-факто выступает с критикой оксидентализма, стремясь выбраться из культурно-языковых границ, навязанных странами Запада. Постоксидентализм, по словам Миньоло, является расширенной версией постколониализма, который рассматривает не только политико-социальный аспект деколониальных процессов, но и вопросы культурно-интеллектуальной деколонизации.
В своем манифесте представители «Латиноамериканской Группы субальтерных исследований» постулировали, что «комплекс теорий о Латинской Америке является дисциплинарным механизмом, направленным на продвижение империалистических интересов со стороны Запада».

## Основные положения
Оксидентализм начался формироваться в конце XV века с образованием Вест-индских компаний. Помимо торгово-экономических интересов, колонизаторы также преследовали цель идеологического порабощения индейцев через распространение христианства на новых землях. Оксидентализм культивировался одновременно с завоеванием Америки, в частности через труды религиозных деятелей (священника Бартоломе де лас Касаса и миссионера Хосе де Акосты), описывавших обычаи коренного населения.
Тем не менее, в манифесте «Латиноамериканской Группы субальтерных исследований» подчеркивается, что мифы о Латинской Америке необязательно репродуцируются исключительно на Западе. Наоборот, они стали частью местного, латиноамериканского нарратива. Например, писатель Доминго Фаустино Сармьенто, занимавший пост президента Аргентины во второй половине XIX века, в знаменитой книге «Варварство и цивилизация», как и испанские колонизаторы эпохи путешественника Христофора Колумба, продолжает стигматизировать коренное население южноамериканской страны, производя разделение общества на два типа в соответствии с принципом месологического и географического детерминизма:
- а) варварское — жители пампы, аборигены, гаучо, которым присуща тяга к каудильизму и самоизоляции;
- б) просвещенное — городские жители (преимущественно Буэнос-Айреса), выступающие за вовлеченность в мировую политику и торговлю[3].

Таким образом, Сармьенто воспроизводит «классический» со времен колонизации континента образ индейцев и негров как непригодных к труду и асоциальных субъектов общества. Поэтому, с точки зрения исследователей постколониализма, изучение Латинской Америки с применением западных концептов является эпистемологической проблемой, которая выходит за рамки географических границ.
Аргентинский ученый Вальтер Миньоло выделяет три ключевых этапа, обусловивших появление постоксиденталистских теорий в Латинской Америке: 1) провозглашение независимости на Гаити (1804 г.); 2) национально-освободительные войны в Латинской Америке (1808—1833 гг.); 3) провозглашение независимости на Кубе (1898 г.). Исследователь утверждает, что все эти события, по меньшей мере, декларативно пытались покончить с идеологическим наследием Запада.
Постоксидентализм, по Миньоло, являет собой критический взгляд на историю со стороны «сообществ-молчунов», которые были отстранены от процесса геокультурного создания Нового Света. Идею «незападности» Латинской Америки в XX в. активно пытались продвигать лидеры индейцев и темнокожего населения региона.
Интеллектуально постоксидентализм неразрывно связан с неомарксизмом. Кубинский философ Роберто Фернандес Ретамар рассматривает постоксидентализм в качестве основы «незападной идеологии пролетариата». Теоретики латиноамериканского постоксидентализма за отправную точку берут идею итальянского коммуниста Антонио Грамши о культурной гегемонии, отвергая навязанную «исконно западным капитализмом» нормативность.

## Деконструирование концептов
Вальтер Миньоло в статье «Идея Латинской Америки» показывает, как с помощью лингвистического аппарата происходило ценностно-ориентированное конструирование данного региона. Само по себе название «Латинская Америка» означает исключение индейского и африканского социокультурного компонента. Возникает концепт, отвергающий другие семантические единицы — Тавантисуйо (название империи инков на языке кечуа) или Абья-Яла (обозначение континента, используемое лидерами коренных народов; изначально использовалось обитающим в Панаме и Колумбии народом куна для обозначения территории, известной сегодня как Латинская Америка).
Вхождение термина «Америка» в мировое лингвистическое пространство, по словам Миньоло, происходит во время периода «первого модерна», под которым подразумеваются эпоха Возрождения и «колониальная революция» (время великих географических открытий и широкая внеевропейская экспансия).
Что касается прилагательного «латинская», то оно начинает использоваться в период «второго модерна» — эпохи Просвещения и индустриальной революции. Это обусловлено интересами французской короны, которая в то время вела борьбу с Великобританией и позднее с Соединенными Штатами Америки: таким образом Франция хотела противопоставить латино-Америку — находившиеся под ее финансово-экономическим контролем независимые государства в Новом Свете — от англо-Америки. Местные элиты охотно согласились с такой формулировкой, надеясь стать такими же наследниками европейской культуры, как и их завоеватели. Этот конструкт впоследствии практически полностью заменил собой термины «Вест-Индия» и «Испаноамерика».
Венесуэльский антрополог Фернандо Корониль полагает, что колониальный дискурс по-прежнему господствует в научной среде на Западе. Так, его составляющими, среди прочего, являются такие концепты, как «восток», «третий мир» и др.
Ученые из «Латиноамериканской Группы субальтерных исследований» считают, что именно латиноамериканская политическая мысль в самом регионе должна задавать тенденции в исследованиях Латинской Америки за границей, а не наоборот. В противном случае, как считает Миньоло, «западный интеллектуальный колониализм» будет по-прежнему сохраняться в регионе.

## Критика
Аргентинский политолог Хавьер Франсе критикует теорию Миньоло. По его словам, Миньоло противоречит сам себе: сперва он говорит об эпистемологическом характере оксидентализма, не привязанному к конкретному месту, однако затем приходит к географическому детерминизму. В более поздних работах Миньоло утверждается, что участвовать в постоксидентальном дискурсе могут только те элементы общества, которые исторически находились в подчиненном положении, указывая таким образом на определенность места допустимого интеллектуального воспроизводства.
Другим объектом критики является неотделимая связь постоксидентализма с марксизмом . Ученый из Индии Раджив Мальхотра полагает, что постоксидентальные теории (в том числе в Латинской Америке) используются исключительно для огульной критики капитализма и продвигаются локальными политическими лидерами, стоящими на коммунистических позициях, для продвижения своих идей.